# Dorfkirche Haseloff

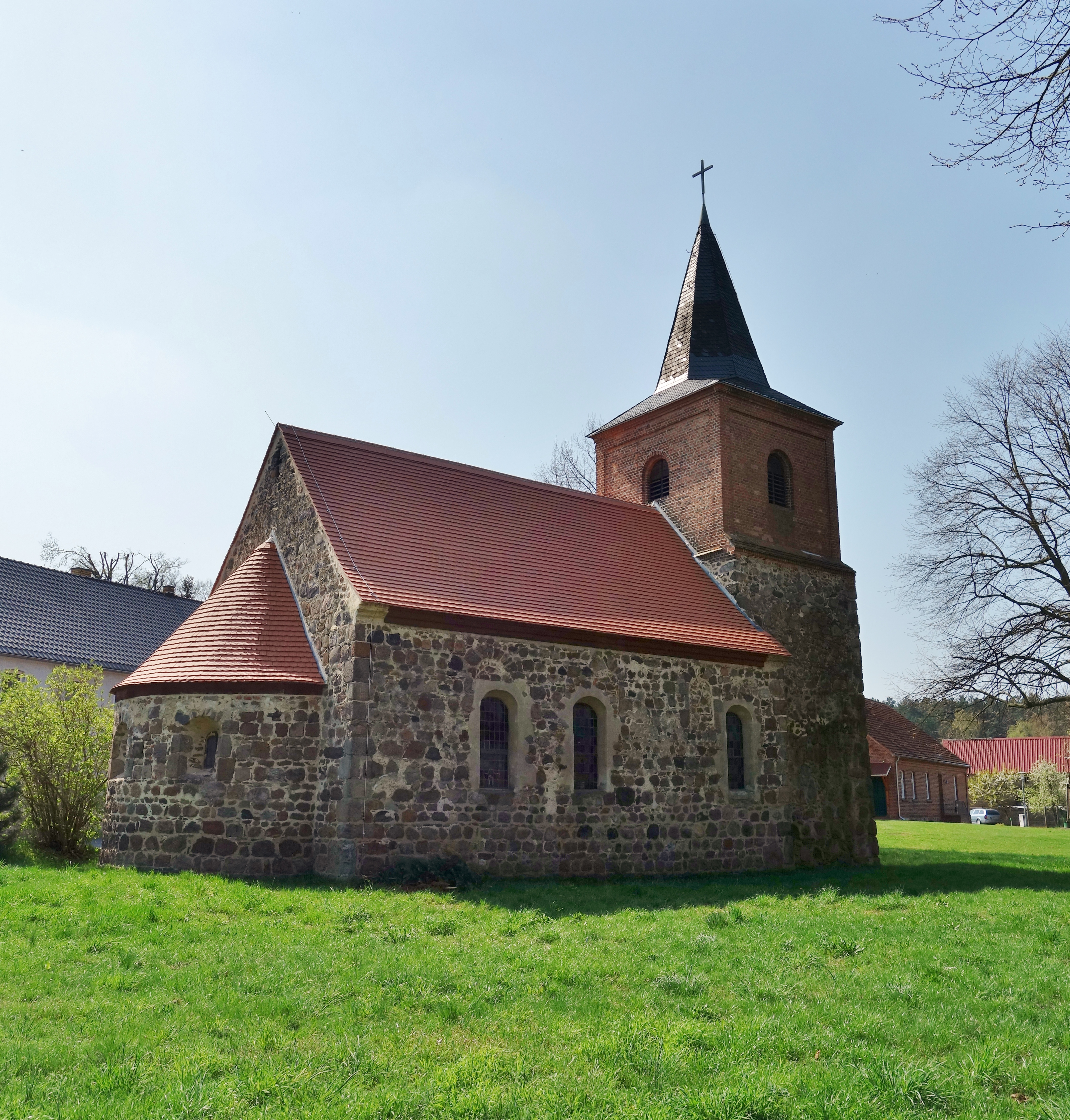
Dorfkirche Haseloff, Nordnordostansicht

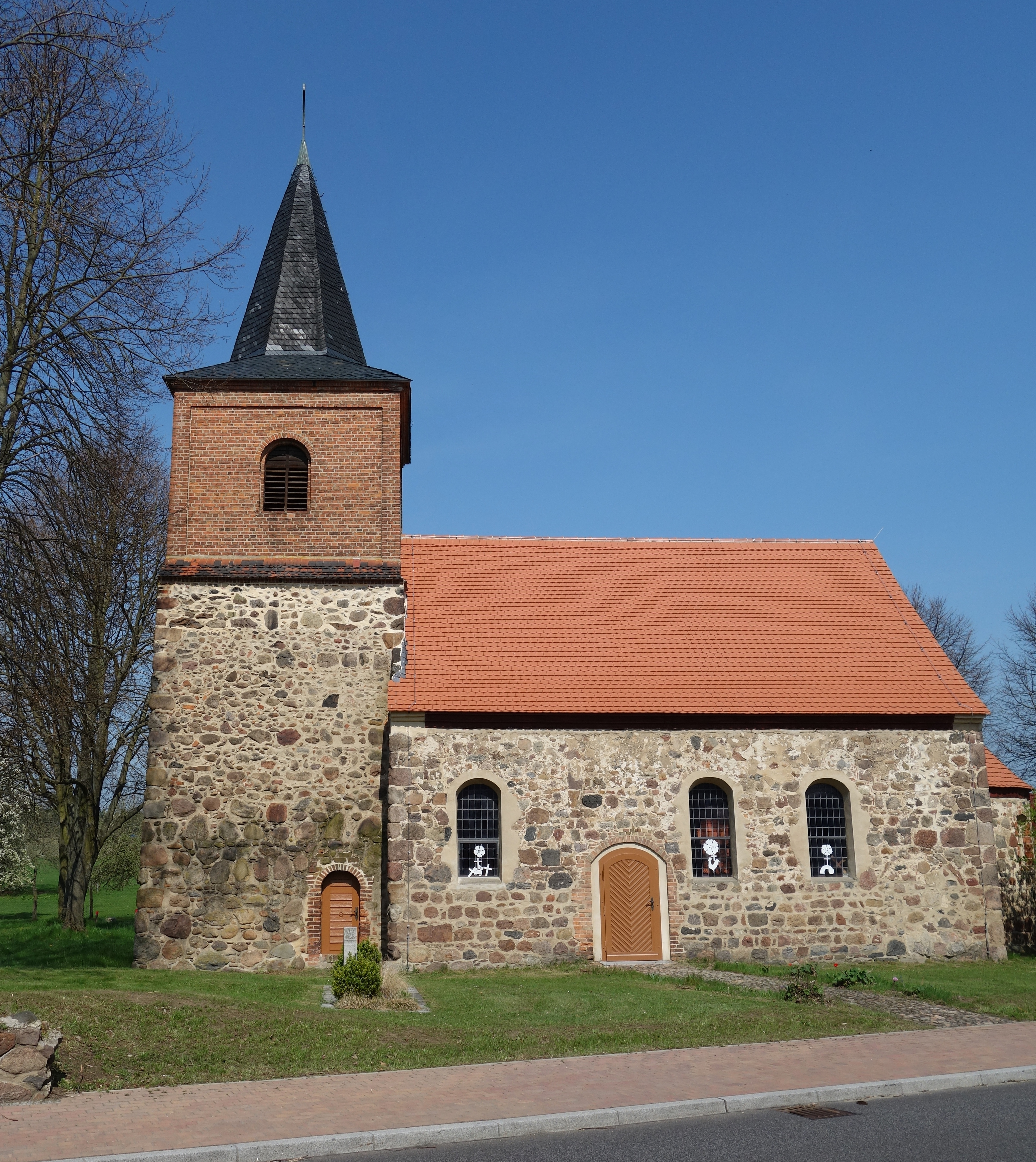
Südansicht

Die Dorfkirche Haseloff ist eine spätromanische Saalkirche aus der ersten Hälfte des 13. Jahrhunderts im Ortsteil Haseloff der Gemeinde Mühlenfließ im brandenburgischen Landkreis Potsdam-Mittelmark.  Die Kirche gehört zum Pfarrbereich Niemegk des Kirchenkreises Mittelmark-Brandenburg in der Evangelischen Kirche Berlin-Brandenburg-schlesische Oberlausitz und kann nach Anmeldung besichtigt werden.

## Geschichte und Architektur
Der rechteckige Feldsteinbau mit Apsis erhielt einen nahezu quadratischen spätgotischen Turm aus dem 15. Jahrhundert. Er wurde 1829 mit einem Backsteinobergeschoss und Knickhelm versehen. Das Gebäude wurde in den 1960er Jahren renoviert. Im Jahr 2003 wurden bei Grabungen im Innern der Kirche Fundamente eines Stabbohlenbauwerks aus der zweiten Hälfte des 12. Jahrhunderts entdeckt, des hölzernen Vorgängerbauwerks der heutigen Kirche, das vermutlich von skandinavischen Bauleuten nach ihrer Bautradition errichtet worden war. Im Jahr 2016 erfolgte eine umfangreiche Außenerneuerung der Kirche, wobei das Dach neu gedeckt und das Mauerwerk außen und innen saniert wurden. Diese Arbeiten wurden unter anderem von der Deutschen Stiftung Denkmalschutz und dem Land Brandenburg unterstützt.
Zwei kleine Apsisfenster mit breitem Rundbogen sind erhalten (das dritte verändert), die hoch sitzenden Fenster der Langseiten wurden vergrößert. An der äußeren Stirnseite der Apsis ist eine Näpfchenschürfung zu finden, die im Bereich des Flämings selten ist. Im Inneren ist das Bauwerk mit einer Holzbalkendecke abgeschlossen, eine Westempore stammt vermutlich von 1881.

## Ausstattung
Die Ausstattung besteht aus einem schlichten Altaraufsatz aus der zweiten Hälfte des 18. Jahrhunderts mit einem Säulenaufbau und einem Ovalgemälde der Grablegung aus dem 17. Jahrhundert – eine Kopie eines Gemäldes von Federico Barocci. Unterhalb in der Predella ist ein Abendmahlsbild angeordnet, bei der die Figur des Johannes geschwärzt wurde. Die hölzerne Taufe von 1853 kam im Jahr 1953 aus Niemegk in die Kirche. In der Apsis ist eine spätgotische flachbogige Sakramentsnische mit gekehlter Backsteinrahmung und originalem Verschluss eingelassen. Die Orgel ist ein Werk von Friedrich Wilhelm Lobbes aus dem Jahr 1894 mit sieben Registern auf einem Manual und Pedal, das 1953 von Alexander Schuke umgebaut und 1985 durch dieselbe Firma restauriert wurde.